# Al-Anon
Az 1951-ben alapított Al-Anon Family Groups elnevezésű, virginiai (USA) székhelyű nemzetközi, kölcsönös segélyszervezet olyan nők és férfiak számára létesült, akiket érint egy másik személy alkoholizmusa. A szervezet saját szavaival élve, az Al-Anon egy "világméretű közösség, amely gyógyulási programot kínál alkoholisták családjainak és barátainak, függetlenül attól, hogy az alkoholista felismeri-e alkohollal kapcsolatos problémáját, vagy segítséget kér".

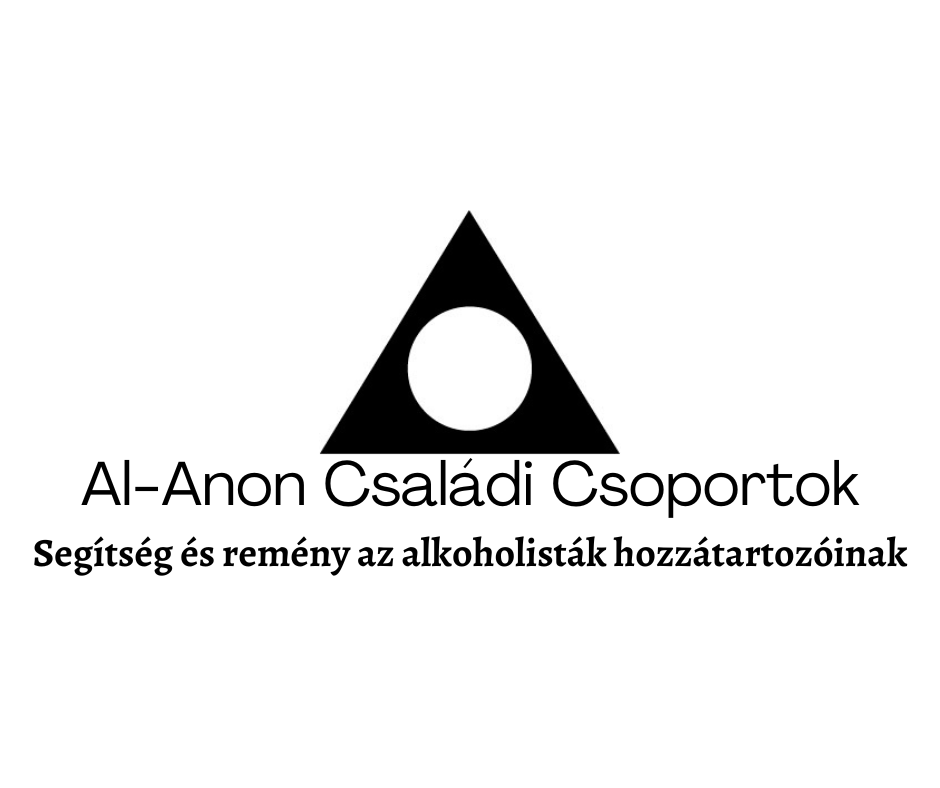
Az Al-Anon logója

## Háttér, meghatározás
Az Al-Anon független közösségként határozza meg magát, amelynek kinyilvánított célja az alkoholisták rokonainak és barátainak segítése. Az Al-Anon valójában nem szervezet, hanem egy olyan program, amely szerint szerint az alkoholizmus családi betegség. Az Al-Anon meghatározása ezt így fogalmazza meg:
"Az Al-Anon Családi Csoport alkoholisták olyan barátainak és hozzátartozóinak közössége, akik megosztják egymással tapasztalataikat, erejüket és reményüket, hogy megoldják közös problémáikat.Hisszük, hogy az alkoholizmus családi betegség és hogy hozzáállásunk megváltoztatása hozzájárulhat a felépülésünkhöz. Az Al-Anon nem szövetkezik semmiféle szektával, felekezettel, politikai szervezettel, nem bocsátkozik vitába, nem ellenez és nem hagy jóvá semmilyen külső állásfoglalást. Nincs tagsági díj. Az Al-Anon önellátó a saját, önkéntesen felajánlott hozzájárulásaiból. Az Al-Anonnak egy célja van: segíteni az alkoholisták hozzátartozóit. Mi ezt a Tizenkét Lépés alkalmazásával tesszük, szívesen látjuk és vigasztaljuk az alkoholisták hozzátartozóit, megértjük és bátorítjuk az alkoholistát."
Sok Al-Anon gyűlésen az újonnan érkezőket így köszönti a csoport: "Üdvözlünk a Családi Csoportban, és reméljük, megtalálod közösségünkben a segítséget és barátságot, melynek mi már kiváltságos élvezői vagyunk. Mi, akik az alkoholizmus problémájával együtt élünk/éltünk, megértünk Téged, úgy, ahogy mások csak kevesen. Mi is magányosak és csalódottak voltunk, de az Al-Anonban felfedeztük, hogy nincs igazán reménytelen helyzet, és rálelhetünk az kiegyensúlyozottságra, sőt a boldogságra, függetlenül attól, hogy az alkoholista még iszik-e, vagy már nem."

## Történet
16 évvel azután, hogy Bill Wilson és dr. Bob Smith 1931. június 10-én megalapították az Anonim Alkoholisták (AA) közösségét, 1951-ben Anne B. és Lois W. (ő Bill W. felesége volt) kezdeményezésére megalakult az Al-Anon. Ezt az előzte meg, hogy a névtelen alkoholisták családjai is elkezdtek találkozókat tartani, Bill pedig arra bátorította feleségét, Loist, hogy vállalja fel a hozzátartozói program szervezését.
Az Al-Anon kis változtatásokkal átvette az Anonim Alkoholisták Tizenkét Lépését. A program elnevezése az „Anonim Alkoholisták” szavak első részéből származik. Az Al-Anonhoz 1957 óta világszerte Alateen csoportok is tartoznak, amelyek az alkoholbetegek fiatal hozzátartozóit tömörítik. Magyarországon jelenleg nem működik Alateen csoport.

## Célok, a segítségnyújtás módja
A nehéz helyzetben lévő érintettek gyakran azért fordulnak az Al-Anonhoz segítségért, mert ahhoz várnak segítséget, hogy alkoholbeteg hozzátartozójuknál elérhessék az ivás abbahagyását. Ezzel szemben az Al-Anon abban segíti a hozzátartozókat, hogy felhagyjanak a kierőszakolt megoldásokkal, ehelyett saját életükre fókuszáljanak, felismerjék szerepüket és helyzetüket a szituációban, majd tudatosan építkezve javíthassanak életminőségükön. A program az alkoholizmusra az egész családi rendszer betegségeként tekint, amelyben minden hozzátartozó érintett, és a javulást, a felépülést is közös feladatnak, együtt meghozott erőfeszítésnek tartják.

## Közös problémáink, a felépülés útvonala
Az Al-Anon irodalom az alkoholisták családtagjainak és barátainak közös problémáira összpontosít, mint például a túlzott gondoskodás, a szeretet és a szánalom közötti különbségtétel képtelensége és a bántalmazók iránti hűség, nem pedig az alkoholisták problémáira. Nyilvánvaló, hogy az új tagok gyakran alacsony önbecsüléssel csatlakoznak a programhoz, ami nagyrészt annak egyik tünete, hogy irreálisan túlbecsülik önrendelkezésüket és kontrolljukat: megpróbálják kontrollálni egy másik személy alkoholfogyasztását, és ha nem sikerül, akkor magukat hibáztatják a másik személy viselkedéséért, illetve nincsenek tisztában sem saját, sem hozzátartozójuk határaival.
Az alkoholisták családtagjainak helyzete akkor kezd javulni, amikor megtanulják felismerni a család betegségét, amit az alkoholizmus, mint betegség okozott, és amelynek hatásaiért őket nem terheli felelősség. Az Al-Anon tagjai arra kapnak ösztönzést, hogy az alkoholisták helyett inkább magukon tartsák a hangsúlyt. Bár a tagok úgy vélik, hogy a megváltozott attitűdök segíthetik az alkoholbeteg gyógyulását, azt is hangsúlyozzák, hogy egy személy nem okozta, nem tudja meggyógyítani és nem tudja kontrollálni egy másik személy alkohollal kapcsolatos döntéseit és viselkedését.

## Csoportok és gyűlések, irodalmak Magyarországon
Magyarországon az első Al-Anon gyűlés 1988-ban volt, és nem sokkal ezután a világszervezet is elkezdte regisztrálni a magyar gyűléseket. Az AA rendszeres találkozóihoz kapcsolódva március és október között az Al-Anon is több alkalommal tart hétvégi találkozót Budapesten és vidéki nagyvárosokban, amelyeken szabadon látogathatók az AA-s, Al-Anon-os és más 12 Lépéses csoportok gyűlései.
Magyarországon 2024-ben több mint 30 Al-Anon csoport működik hetente jelenléti gyűléseket tartva, valamint online gyűlésekhez is mód van csatlakozni. A gyűlésekről a program honlapján az al-anon.hu-n minden információ elérhető.
A gyűlések látogatása teljesen önkéntes, a tagok felé nincsen számonkérés, viszont fontos számukra a tagokat védő névtelenség, valamint az egymás iránti bizalom és elfogadás. Közös cél, hogy az alkoholizmussal kapcsolatos tapasztalataik mentén fejlődjenek lelkileg és érzelmileg a Tizenkét Lépés iránymutatása mellett. A gyűlések általában ennek a 12 Lépésnek és a 12 Hagyománynak a felolvasásával kezdődnek és biztonságot nyújtó stabil keretek közt folytatódnak az önkéntesen elmondott megosztásokkal, amelyekre a jelenlévők nem válaszolnak, nem adnak tanácsot sem.
A gyűléseken megvásárolhatók a nemzetközi Al-Anon-irodalmak magyar fordításban.